# سي-14 زورق صواريخ
زورق صواريخ سي-14 هو زورق صاروخي هجومي خفيف مسلح بـ 4 صواريخ سطح-سطح مضادة للسفن بمنصتي إطلاق في كل منصة صاروخين، حجم الإزاحة للزورق هي 20 طن وطوله 23 متر والزورق ذو سرعة عالية نظراً لحجمه الصغير إذ تبلغ سرعته 93 كم بالساعة، يخدم الزورق بالبحرية الصينية كما أشترت إيران 11 زورقا منه.

## خصائص
آذرخش هو زورق حربي سريع راجم للصواريخ ويُعد من القطعات البحرية الهجومية، يتكون هيكل الزورق من جدارين، له القدرة على التخفي عن أنظار العدو بسرعة، وامكانية التجهيز بأنواع من الأسلحة الخفيفة المضادة للقطع البحرية. ويبلغ طول هذا الزورق 23مترا وتم نصب بندقية رشاش من عيار12.7مم في الجزء الخلفي من الزورق، كما تم تجهيزه مقدمة الزورق بمدفع رشاش عيار 23مم احادي السبطانة بالإضافة إلى تجهيز مقدمة قمرة قيادة الزورق، بقاذفة صواريخ عيار 107مم تتكون من 16 سبطانه، فضلا عن نصب رادار بمدى 30كلم في أعلى قاذفة الصواريخ. وتبلغ سرعة الزورق 93كلم في الساعة، ويبلغ شعاع عملياته الحربية نحو 500 كلم، أي أنه قادر على طي مسافة 30% من سواحل الخليج العربي لتنفيذ مهامه الدورية في أقل من 6 ساعات وبأقصى سرعة.